# 植木奈緒子

植木 奈緒子（うえき なおこ、12月8日 - ）は、日本の気象予報士。

## 経歴
埼玉県出身。大学までずっと文系で、英語専攻だったという。卒業後外資系航空会社の契約客室乗務員として勤務後、気象予報士試験に合格。予報士転身後は名古屋市を拠点とし、名古屋のテレビ局の番組に出演している。
肌の白さを保つためのこだわりを忘れておらず、ついた形容詞が「朝の癒し」。このコメントはNHK名古屋放送局の同僚もブログで使っている。
現在は、日本気象協会の本社の日直予報士。NPO気象キャスターネットワーク会員。
2013年11月29日のほっとイブニング出演をもって（寺尾直樹の夏休みによる代行）産休に入った。2014年3月17日のおはよう東海から一旦復帰したが、子育てに専念するため3月28日の出演が最後になった。
名古屋放送局時代に後鼻漏を患っていたことが、2016年2月4日放送の『ためしてガッテン』で明らかになった。

## 出演番組
- どですか!（メ～テレ、2007年～2009年）
- NHKニュースおはよう東海（NHK名古屋、2009年～2013年11月22日）
- ウェザーＱプラス（琉球朝日放送、2016年～）
- TXNニュース（テレビ東京、2021年春まで土日夕方の天気担当）